# كيلسي شو
كيلسي شو (بالإنجليزية: Kelsey Asbille)‏ هي ممثلة أمريكية، ولدت في 9 سبتمبر 1991 بكولومبيا في الولايات المتحدة.

## أعمال

### أفلام
- (2012) الرجل العنكبوت المذهل[4][5][6][7]
- (2017) ويند ريفر

### مسلسلات
- ذا سويت لايف أوف زاك أند كودي

## وصلات خارجية
- كيلسي شو على موقع IMDb (الإنجليزية)
- كيلسي شو على موقع روتن توميتوز (الإنجليزية)
- كيلسي شو على موقع ألو سيني (الفرنسية)
- كيلسي شو على موقع أول موفي (الإنجليزية)
- كيلسي شو على موقع قاعدة بيانات الفيلم (الإنجليزية)
- كيلسي شو على موقع كينوبويسك (الروسية)